# 16. kolovoza
16. kolovoza (16. 8.) 228. je dan godine po gregorijanskom kalendaru (229. u prijestupnoj godini).
Do kraja godine ima još 137 dana.

## Događaji
- 1422. – mletački Senat je izdao naredbu da se za svu robu koja se izvozi iz Dalmacije u neko drugo mjesto, a ne u Mletke, mora platiti carina
- 1777. – Bitka kod Benningtona – na polju sjeverozapadno od istoimena grada u državi New York u kojoj su Amerikanci, u borbi za nezavisnost, pobijedili.
- 1819. – Pokolj kod Peterlooa: u masovnim prosvjedima engleske sirotinje izazvane visokom nezaposlenošću i oskudicom hrane, na Poljani sv. Petra (St. Peter field) britansko konjaništvo pobilo 11-15 prosvjednika, a ozlijedilo njih 400-700.
- 1906. – U teškom potresu koji je pogodio Čile poginulo je više od 10.000 ljudi.
- 1921. – upadom u bivšu koloniju Carske Rusije, te protjerivanjem bjelogardejaca i kineskih i mongolskih postrojbi, boljševici osnivaju državu Tannu Tuva u južnom Sibiru, na granici s Kinom i Mongolijom. Glavni grad Belocarsk mijenja ime u Kyzyl, što na turkijskom znači crveni. Država je bila neovisna sve do 1944. godine, kada ju je anektirala Rusija. Danas je ova država članica Ruske Federacije, s površinom tri puta većom od Hrvatske, ali sa svega 235 tisuća stanovnika.
- 1947. – Vođa bugarske Seljačke stranke Nikola Petkov osuđen je na smrt zbog navodnih planova za izvođenje prevrata.
- 1960. – Ciparski nadbiskup Makarios III. proglasio je nezavisnost Cipra od Velike Britanije.
- 1991. – SJP Ris MUP-a RH u akciji deblokade prometnice Novska-Okučani.[1]

| - 1821. – Arthur Cayley, britanski matematičar († 1895.) - 1832. – Wilhelm Wundt, njemački filozof i psiholog († 1920.) - 1913. – Menachem Begin, izraelski političar - 1920. – Charles Bukowski, američki književnik - 1923. – Shimon Peres, izraelski političar - 1929. – Bill Evans, američki jazz pijanist († 1980.) - 1958. – Madonna, američka pjevačica, glumica, spisateljica, aktivistica i pop-ikona - 1946. – Pavao Pavličić, hrvatski književnik i romanopisac - 1954. – James Cameron, kanadski filmski redatelj i producent - 1968. – Mateja Svet, slovenska alpska skijašica - 1973. – Milan Rapaić, hrvatski nogometaš - 1986. – Shawn Pyfrom, američki glumac - 1999. – Tin Lučin, hrvatski rukometaš - 2001. – Jannik Sinner, talijanski tenisač | - 1789. – Antun Janković Daruvarski, hrvatski plemić i političar (* 1729.) - 1916. – Umberto Boccioni, talijanski futuristički umjetnik (* 1882.) - 1959. – Wanda Landowska, poljska čembalistica i skladateljica (* 1879.) - 1948. – Babe Ruth, američki igrač baseballa i nacionalna ikona SAD (* 1859.) - 1977. – Elvis Presley, američki pjevač (* 1935.) - 2005. – Brat Roger, švicarski svećenik (* 1915.) - 2014. – Marijan Radanović, hrvatski katolički svećenik (* 1921.) - 2015. – Mile Mrkšić, general JNA i Srpske vojske Krajine i osuđeni ratni zločinac (* 1947.) - 2018. – Aretha Franklin, američka soul pjevačica (* 1942.) - 2023. – Đuro Perica, hrvatski političar (* 1941.) |

## Blagdani i spomendani
- Dan grada Drniša
- Dan grada Starog Grada
- Dan grada Virovitice